# Litoralia
Litoralia is een geslacht van hooiwagens uit de familie Cosmetidae.
De wetenschappelijke naam Litoralia is voor het eerst geldig gepubliceerd door M. A. González-Sponga in 1992. 

## Soorten
Litoralia omvat de volgende 10 soorten:
- Litoralia acerba
- Litoralia austera
- Litoralia bothropica
- Litoralia cordillerana
- Litoralia gibberosa
- Litoralia guariquensis
- Litoralia junci
- Litoralia longipedis
- Litoralia poecilis
- Litoralia rubicunda